# Arnaud de Castelnou
Arnaud de Castelnou est un dignitaire de l'ordre du Temple d'origine catalane de la fin du XIIIe siècle.
Arnaud de Castelnou appartient à la famille roussillonnaise des vicomtes de Castelnou. C'est le fils du vicomte Guillaume V et le frère des vicomtes Guillaume VI et Jaspert IV. Avec ses frères, il est très proche du roi d'Aragon Pierre III. Il est mentionné comme maître de province en Catalogne et Aragon dès 1267,. En 1272, il mène une ambassade du roi d'Aragon auprès du roi de France à propos du val d'Aran. En 1273, il est également commandeur du Mas Deu. En 1277 et 1278 bien que toujours maître en Catalogne et en Aragon, il participe à la défense du port d’Acre. Fin 1278, il est créé visiteur en Espagne, avec autorité sur les provinces de Catalogne, de Castille et de Portugal. Il n'apparaît plus dans les actes après cette date.